# 金澤高等學校
金澤高等學校是位於日本石川縣金澤市泉本町三丁目地區的私立高等學校。
其棒球部自1960年代起成為石川縣的常勝軍，至今代表石川縣參加全國高等學校棒球錦標賽已累積超過十次。

## 歷史
學校的前身為1928年成立的舊制中學校「金澤中學校」，1948年配合日本的學制改革成為「金澤高等學校」。
最初為僅招收男性學生的男子學校，1958年開始招生女性學生後成為男女混合教育學校。